# Setaria intermedia
Setaria intermedia är en gräsart som beskrevs av Johann Jakob Roemer och Schult.. Setaria intermedia ingår i släktet kolvhirser, och familjen gräs. Inga underarter finns listade i Catalogue of Life.